# Tessaratoma papillosa
Tessaratoma papillosa (лат.) — вид клопов-щитников из семейства Tessaratomidae. Вредитель личи и лонгана. Встречается в Индии, на Шри-Ланке, в Китае, Индокитае, Индонезии, Японии, Австралии.

## Описание

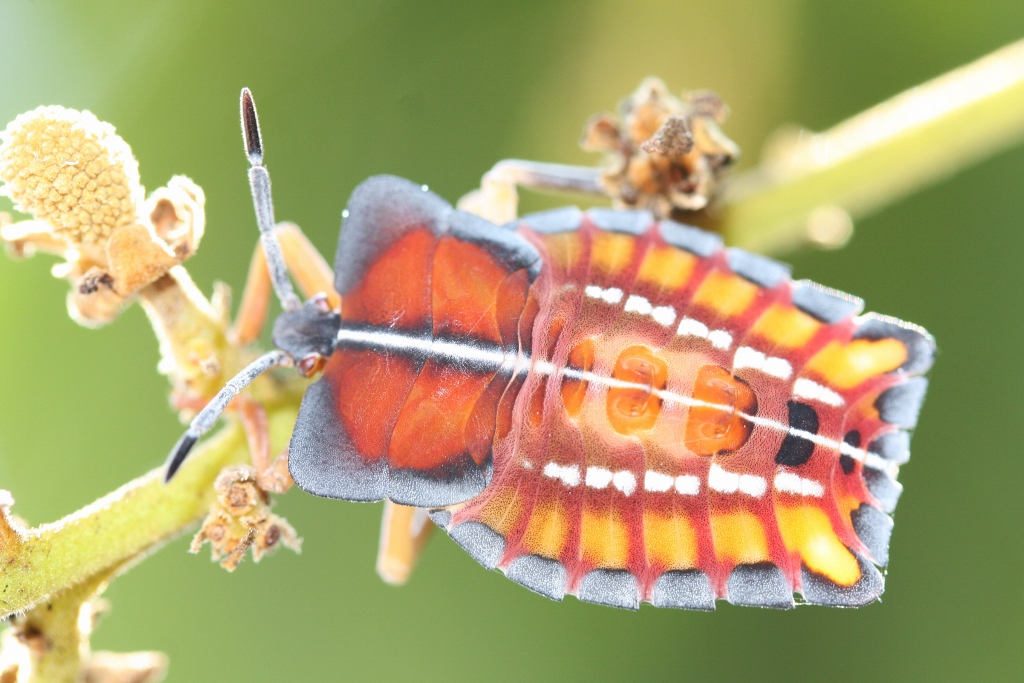
Нимфа T. papillosa на лонгане

Имаго коричневого цвета, молодая нимфа — жёлтая, оранжевая или красная на спине с тёмным краем, со временем становится беловатой. Потревоженный клоп испускает довольно большое количество неприятно пахнущей жидкости.